# ルイ・シホヨス
ルイ・シホヨス（Louis (Louie) Psihoyos、1957年 -）は、アメリカ合衆国の写真家であり、ドキュメンタリー映画監督である。スチール写真とナショナルジオグラフィック誌への関与で知られる。スクーバダイビングのライセンスを保持している。

## 経歴
1957年、ギリシャ人移民の子としてアイオワ州ダビュークに生まれる。14歳のときに写真への興味を持つようになり、ミズーリ大学において写真ジャーナリズムを学んだ。
1980年、24歳の時にナショナルジオグラフィック協会に職を得て以後17年間に渡ってナショナルジオグラフィック誌に係わった。この期間に結婚し、二人の子供をもうけた。写真においては幾つかの受賞歴があるほか、「タイム」、「ニューズウィーク」、「ニューヨーク・タイムズ・マガジン」、「スポーツ・イラストレイテッド」などの雑誌に採用された実績がある。
2005年、非営利団体・海洋保全協会（Oceanic Preservation Society, OPS）を共同で設立した。同協会の目的は、海洋の実際を知らしめ、将来に渡って今以上に豊かな環境を実現することであるとされる。
2009年、長編ドキュメンタリー映画『ザ・コーヴ』を公開した。リック・オバリー、ジム・クラークらとともに、日本の和歌山県太地町におけるイルカ漁について世界中の耳目を集めることを意図して製作されている。また、日本政府からの撮影許可が得られなかったため、当映画の撮影隊が狙い通り撮影シーンを得るためには、通常のドキュメンタリー映画では決して使われたことのないような小道具や方策や駆使し、大変な長時間を要し盗撮を行った（この点に関して『ザ・コーヴ』の元カメラマンは、ドラマチックに盛り上げるための演出であると『ビハインド・ザ・コーヴ』で語っている）。さらにこの映画では、国際捕鯨委員会（IWC）を取り上げ、イルカのような小型クジラ目の保護提案が日本などの反対により否決されたことを紹介している。さらに、この映画では日本政府がイルカ肉を日本の学校児童に食べさせるプログラムを行っていることをとりあげつつ、“イルカ肉を食した人間が水銀中毒になる”ことを警告している（この点に関して、太地町小学校では「イルカ肉を児童に食べさせたことはない」と『ビハインド・ザ・コーヴ』で反論している）。同年、東京六本木で日本のネットメディアの取材に答え、菜食主義者になったきっかけが「1986年に屠殺場を見た経験から牛や豚を食べられなくなった」と答えている。また、映画の中で日本政府が魚に含まれている水銀情報を隠蔽していると何度も繰り返していることに対し、実際は厚生労働省が60の種別にわけてデータ公開していると問われると、「たしかに政府は公開しているがネットでは見ない人もいる」として、一部事実誤認を認める発言をしている。さらに、日本国内での上映が実現した背景として、「日本の政権交代が行なわれたから。自民党がすべてをコントロールしていた時代では無理だっただろう」と発言している。
2010年3月、『ザ・コーヴ』は、アカデミー長編ドキュメンタリー映画賞を受賞した。
関西地方の和歌山大学にて東京都の「非実在青少年・創作物規制」に絡めてイルカ漁禁止と非実在青少年創作物規制は精神面では全く同一の物で、賛成だとシホヨスは語った。
2010年2月に、和歌山県太地町で日本語に吹き替えた『ザ・コーヴ』のコピーされたDVDが「海を考えるグループ」の名前で多数の住民の自宅や漁協に送りつけられた事件で3月にシホヨスが送ったことを明かし、送った理由は「映画は日本各地で上映中止になったので、住民に見る機会を与えたいと思った。特にイルカの肉には高い濃度の水銀が含まれることを知って欲しかった。太地町を攻撃したいのではなく思いやりの気持ちからやった。私からのラブレターだと思って欲しい」と語り、漁師を凶悪犯、暴漢と罵った。また、特別な日本語吹き替え版を作成し、制作費や送料はすべてシホヨスが負担した。そして、コピーや郵送の作業は日本の環境保護の団体「海を考えるグループ」が行ったと語った。